# Gare de Saint-Astier
Gare de Saint-Astier vasútállomás Franciaországban, Saint-Astier településen.

## Vasútvonalak
Az állomást az alábbi vasútvonalak érintik:
- Coutras-Tulle-vasútvonal

## Kapcsolódó állomások
A vasútállomáshoz az alábbi állomások vannak a legközelebb:
- Gare de Mussidan
- Gare de Périgueux
- Gare de Razac (Gare de Niversac, Périgueux rail shuttle)
- Gare de Saint-Léon-sur-l'Isle (Gare de Mussidan, Périgueux rail shuttle)